# Repetidor

Esquema de un repetidor inalámbrico.

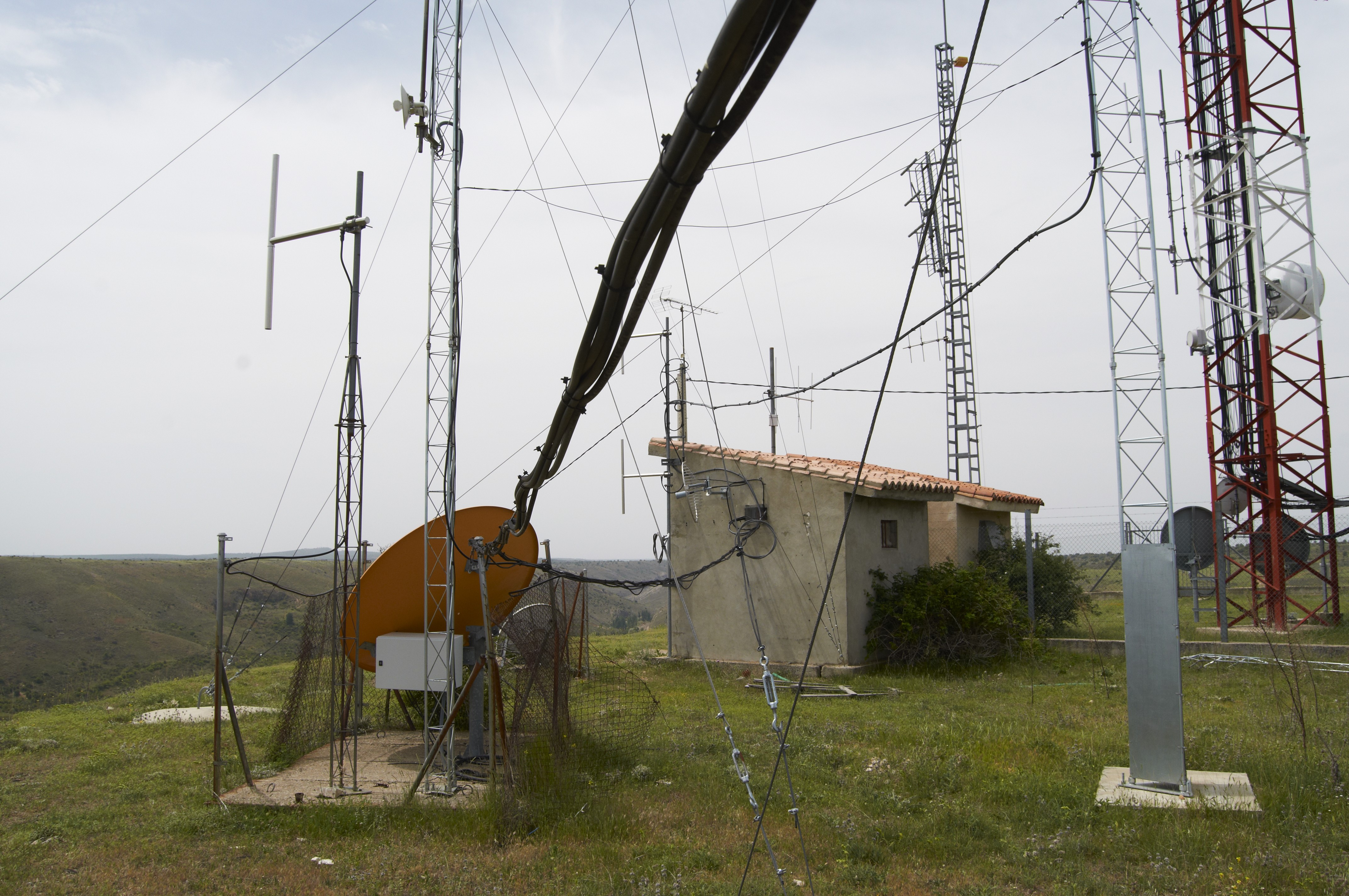
Complejo de repetidores de radio y TV.

En telecomunicaciones, el término repetidor tiene los siguientes significados normalizados:
- Un dispositivo analógico que amplifica una señal de entrada, independientemente de su naturaleza (analógica o digital).
- Un dispositivo digital que amplifica, conforma, retemporiza o lleva a cabo una combinación de cualquiera de estas funciones sobre una señal digital de entrada para su retransmisión.

En el caso de las señales digitales, el repetidor se suele denominar regenerador porque la señal de salida es una “señal regenerada” a partir de la de entrada.
La naturaleza del repetidor surge de la imposibilidad de transmitir una señal desde un emisor hasta uno o varios receptores que se encuentren a distancias muy lejanas o de la necesidad de salvar obstáculos orográficos como montañas o cordilleras.
Dentro del término repetidor nos podemos referir a conceptos distintos en cuanto al tipo de aparato o instalación de la que hablemos; podemos referirnos a un simple aparato cuya función es repetir la señal que recibe, como en el caso de los repetidores wifi o los repetidores instalados en el fondo marino para repetir las señales de los cables transcontinentales, o podemos referirnos también a las instalaciones o complejo de instalaciones que repiten las señales de radio y televisión, a las que repiten las señales de la telefonía móvil (que en este caso le denominaríamos repetidor celular) u otros tipos de señales radioeléctricas para sistemas de comunicaciones de policía, servicios de emergencias o compañías de gas y electricidad; en todos estos últimos casos con el término "repetidor" estamos denominando a todo el conjunto de instalaciones (edificios, torres, equipos eléctricos y electrónicos, antenas, etc).
En cuanto a la naturaleza de la señal con la que trabajan podemos encontrarnos tres tipos: señal eléctrica, radioeléctrica o luminosa (como en el caso de los repetidores de la fibra óptica) y en todos los casos les seguimos denominando de la misma manera.
Un repetidor suele formar parte de un sistema de transmisión. En el modelo de referencia OSI, el repetidor opera en el nivel físico.
Un subgrupo de estos son los repetidores usados por los radioaficionados.
Asimismo, se utilizan repetidores en los enlaces de telecomunicación punto a punto mediante radioenlaces que funcionan en el rango de las microondas, como los utilizados para distribuir las señales de televisión entre los centros de producción y los distintos emisores o los utilizados en redes de telecomunicación para la transmisión de telefonía.
Los repetidores telefónicos consisten en un receptor (auricular) acoplado mecánicamente a un micrófono de carbón. Fueron utilizados antes de la invención de los amplificadores electrónicos dotados de tubos de vacío.
Los repetidores se utilizan a menudo en los cables transcontinentales y transoceánicos porque la atenuación de una señal a tales distancias sería completamente inaceptable sin ellos. Los repetidores se utilizaban antiguamente en cables de cobre portadores de señales eléctricas y actualmente en cables de fibra óptica portadores de luz.
En comunicaciones ópticas el término repetidor-regenerador se utiliza para describir un elemento del equipo que recibe una señal óptica, la convierte en eléctrica, la regenera y la retransmite de nuevo como señal óptica. Dado que estos dispositivos convierten la señal óptica en eléctrica y nuevamente en óptica.

## Repetidor wifi

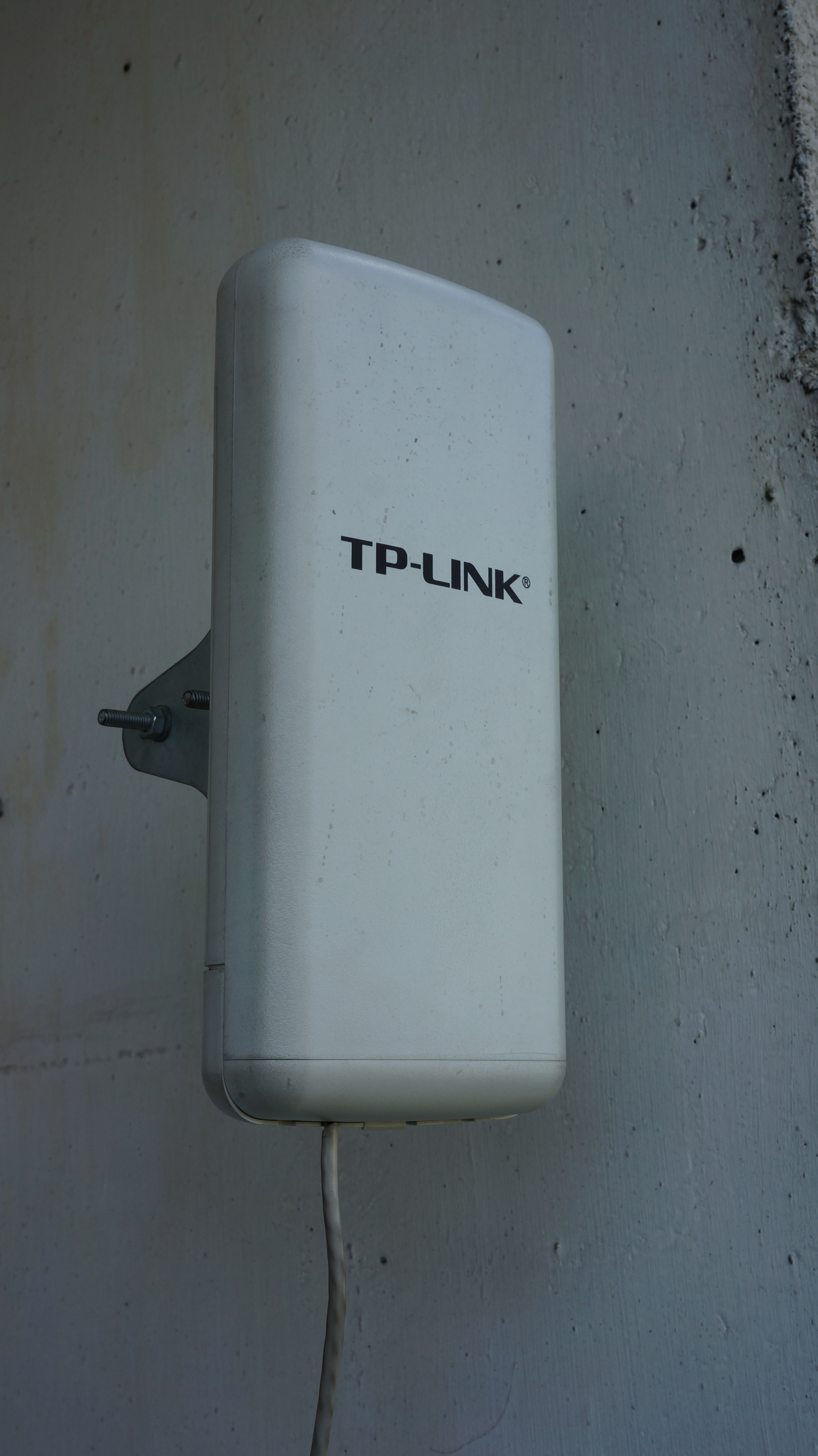
Repetidor wifi para uso en exteriores

Un repetidor wifi o también llamado amplificador wifi cumple con las características de funcionalidad de un repetidor por lo que recoge la señal que recibe y la amplifica con el fin de ampliar el alcance de la señal.
La peculiaridad de estos dispositivos es que están destinados a propagar la señal wifi recibida por parte de un emisor, habitualmente suele ser un enrutador wireless.
Su uso se extiende tanto en espacios abiertos como cerrados, como puede ser dentro del hogar, una industria, un centro comercial o unas oficinas.
De este modo dentro del ámbito de los espacios cerrados se ocupa de recibir la señal que emite el enrutador y la propaga con el fin de cubrir las áreas donde la señal no llega.
Para que cumpla con dicha funcionalidad, el repetidor wifi debe estar dentro del alcance de la señal emitida por el enrutador para poder recibirla y replicarla.
El proceso de instalación es bastante sencillo y se simplifica conectando el amplificador en un enchufe para posteriormente realizar la sincronización. Normalmente este proceso se realiza de forma automática, aunque en ocasiones puede precisar de configuraciones adicionales.
El uso de estos dispositivos está muy extendido ya que al ampliar el alcance de la señal wifi permite la conexión a Internet desde cualquier parte del espacio cerrado con los dispositivos móviles que actualmente empleamos, como pueden ser teléfonos inteligentes, tabletas, etc.